# The Closer
The Closer (Caso resuelto en Hispanoamérica) es una serie de televisión estadounidense que muestra el trabajo de la subjefa de la policía de Los Ángeles Brenda Johnson, interpretada por la actriz Kyra Sedgwick.
La serie se emitió en TNT entre el 13 de junio de 2005 y el 13 de agosto de 2012.
The Closer fue creado por James Duff y Shephard/Robin Company en asociación con Warner Bros. Television. El 11 de julio de 2011, la serie comenzó su séptima y última temporada, habiendo terminado su sexta temporada como el drama más visto. Los últimos seis episodios comenzaron a transmitirse el 9 de julio de 2012 con su emisión final el 13 de agosto de 2012. Tras el final, se estrenó su serie derivada Major Crimes.

## Reparto y personajes
| Actor             | Personaje          | Rango                          | Unidad                                     |
| ----------------- | ------------------ | ------------------------------ | ------------------------------------------ |
| Kyra Sedgwick     | Brenda Lee Johnson | Subjefa de policía             | Homicidios Prioritarios / Crímenes Mayores |
| J. K. Simmons     | Will Pope          | Jefe adjunto / Jefe de policía | Departamento de Policía de Los Ángeles     |
| Corey Reynolds    | David Gabriel      | Sargento / Detective           | Homicidios Prioritarios / Crímenes Mayores |
| Robert Gossett    | Russell Taylor     | Capitán / Comandante           | Robos y Homicidios                         |
| G. W. Bailey      | Louie Provenza     | Teniente                       | Homicidios Prioritarios / Crímenes Mayores |
| Tony Denison      | Andy Flynn         | Teniente                       | Homicidios Prioritarios / Crímenes Mayores |
| Michael Paul Chan | Michael Tao        | Teniente                       | Homicidios Prioritarios / Crímenes Mayores |
| Raymond Cruz      | Julio Sanchez      | Detective                      | Homicidios Prioritarios / Crímenes Mayores |
| Phillip P. Keene  | Buzz Watson        | Coordinador de vigilancia      | Homicidios Prioritarios / Crímenes Mayores |
| Jon Tenney        | Fritz Howard       | Agente especial                | FBI                                        |
| Gina Ravera       | Irene Daniels      | Detective                      | Homicidios Prioritarios / Crímenes Mayores |
| Mary McDonnell    | Sharon Raydor      | Capitán                        | Asuntos internos                           |

## Premios y nominaciones
Premios del Sindicato de Actores
- 2006 - Nominada al Premio del Sindicato de Actores a la mejor actriz de televisión - Drama (Kyra Sedgwick)
- 2006 - Nominada al Premio del Sindicato de Actores al mejor reparto de televisión - Drama (reparto)
- 2007 - Nominada al Premio del Sindicato de Actores a la mejor actriz de televisión - Drama (Kyra Sedgwick)
- 2008 - Nominada al Premio del Sindicato de Actores al mejor reparto de televisión - Drama (reparto)
- 2008 - Nominada al Premio del Sindicato de Actores a la mejor actriz de televisión - Drama (Kyra Sedgwick)
- 2009 - Nominada al Premio del Sindicato de Actores a la mejor actriz de televisión - Drama (Kyra Sedgwick)
- 2009 - Nominada al Premio del Sindicato de Actores al mejor reparto de televisión - Drama (reparto)
- 2009 - Nominada al Premio del Sindicato de Actores al mejor reparto de especialistas de televisión (reparto)
- 2010 - Nominada al Premio del Sindicato de Actores a la mejor actriz de televisión - Drama (Kyra Sedgwick)
- 2010 - Nominada al Premio del Sindicato de Actores al mejor reparto de televisión - Drama (reparto)
- 2010 - Nominada al Premio del Sindicato de Actores al mejor reparto de especialistas de televisión (reparto)

Premios Globo de Oro
- 2006 - Nominada al Globo de Oro a la mejor actriz de serie de televisión - Drama (Kyra Sedgwick)
- 2007 - Ganadora del Globo de Oro a la mejor actriz de serie de televisión - Drama (Kyra Sedgwick)
- 2008 - Nominada al Globo de Oro a la mejor actriz de serie de televisión - Drama (Kyra Sedgwick)
- 2009 - Nominada al Globo de Oro a la mejor actriz de serie de televisión - Drama (Kyra Sedgwick)
- 2010 - Nominada al Globo de Oro a la mejor actriz de serie de televisión - Drama (Kyra Sedgwick)

Premios Primetime Emmy
- 2006 - Nominada al Primetime Emmy a la mejor actriz - Serie dramática (Kyra Sedgwick)
- 2007 - Nominada al Primetime Emmy a la mejor actriz - Serie dramática (Kyra Sedgwick)
- 2008 - Nominada al Primetime Emmy a la mejor actriz - Serie dramática (Kyra Sedgwick)
- 2009 - Nominada al Primetime Emmy a la mejor actriz - Serie dramática (Kyra Sedgwick)
- 2010 - Ganadora del Primetime Emmy a la mejor actriz - Serie dramática (Kyra Sedgwick)

Premios Satellite
- 2005 - Ganadora del premio Mejor actriz de serie dramática (Kyra Sedgwick)
- 2006 - Ganadora del premio Mejor actriz de serie dramática (Kyra Sedgwick)
- 2007 - Nominada al premio Mejor actriz de serie dramática (Kyra Sedgwick)
- 2008 - Nominada al premio Mejor actriz de serie dramática (Kyra Sedgwick)

Premios WGA
- 2008 - Nominada al Mejor serial dramático (Michael Alaimo, por el episodio "El Arhivador B")

Premios Gracie Allen
- 2006 - Ganadora del premio Mejor actriz de serie dramática (Kyra Sedgwick)

Premios Imagen Foundation
- 2006 - Ganador del premio al Mejor actor de reparto (Raymond Cruz)
- 2006 - Nominada al premio Mejor actriz de reparto (Gina Ravera)

Premios People's Choice
- 2009 - Ganadora del premio Diva dramátiva favorita (Kyra Sedgwick)

Premios PRISM
- 2008 - Nominada a Mejor episodio - Drama ("Hasta que la muerte nos separe", primera y segunda parte)

Premios Saturn
- 2006 - Nominada a Mejor serie bajo sindicación/Cable
- 2007 - Nominada a Mejor serie bajo sindicación/Cable
- 2007 - Nominada a Mejor actriz de Televisión (Kyra Sedgwick)
- 2008 - Nominada a Mejor serie bajo sindicación/Cables
- 2008 - Nominada a Mejor actriz de Televisión (Kyra Sedgwick)
- 2009 - Nominada a Mejor serie bajo sindicación/Cable
- 2009 - Nominada a Mejor actriz de Televisión (Kyra Sedgwick)
- 2010 - Nominada a Mejor serie bajo sindicación/Cable
- 2010 - Nominada a Mejor actriz de Televisión (Kyra Sedgwick))

Premios NAACP Image
- 2010 - Nominado a Mejor actor de reparto - Drama (Corey Reynolds)